# José Alfredo Martínez de Hoz
José Alfredo Martínez de Hoz, argentinski politik in ekonomist, *  13. avgust 1925, Salta, Argentina, † 16. marec 2013, Buenos Aires, Argentina.
Martinez de Hoz je bil minister za gospodarstvo Argentine med letoma 1976 in 1981.